# Моранди, Джанни
Джа́нни Мора́нди (итал. Gianni Morandi, полное имя — Джан Луиджи Моранди, итал. Gian Luigi Morandi, род. 11 декабря 1944, Монгидоро, Итальянская Социальная Республика) — итальянский певец и музыкант, победитель фестиваля в Сан-Ремо в 1987 году. Командор ордена «За заслуги перед Итальянской Республикой» (2005).

## Биография

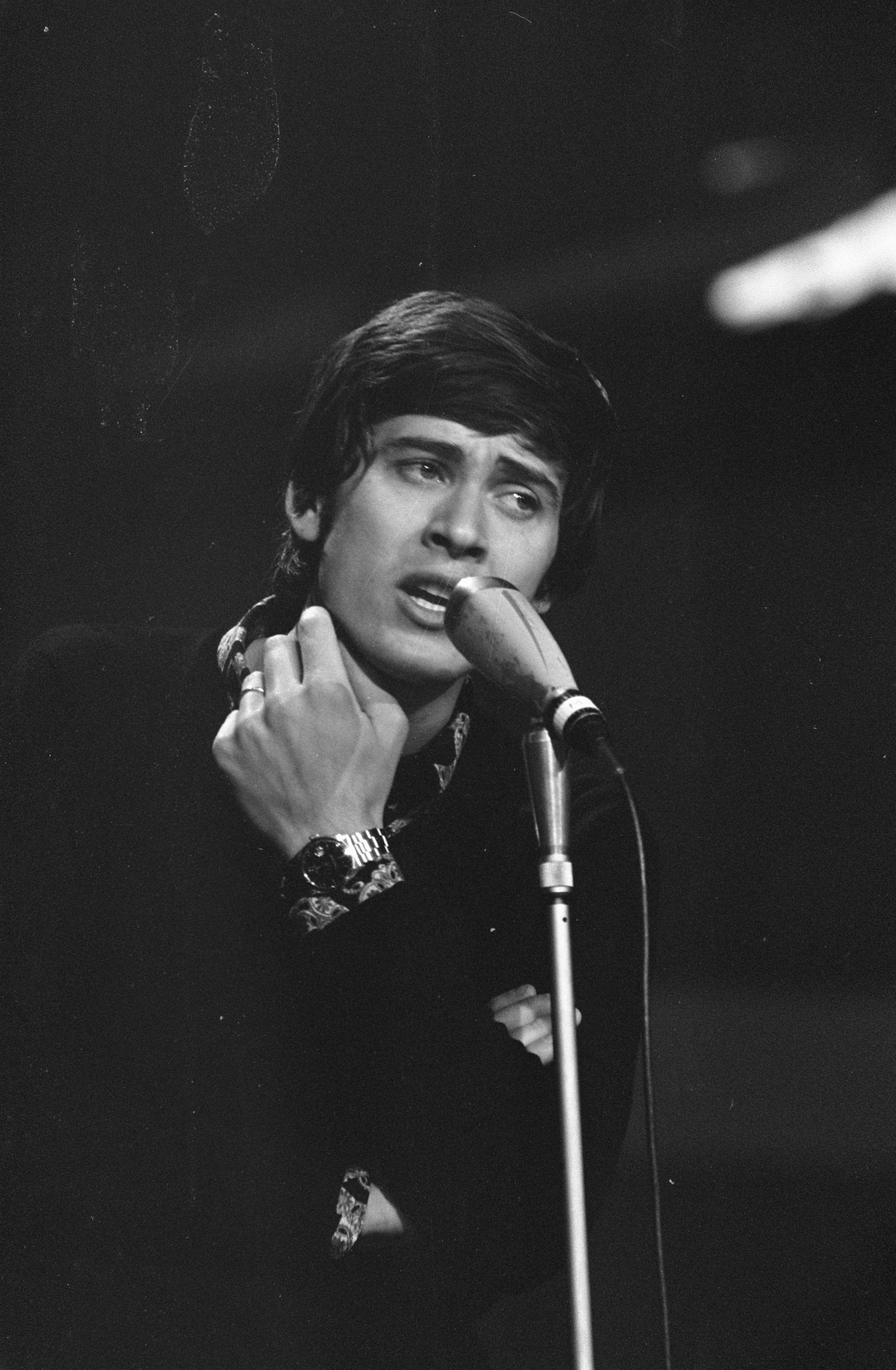
Джанни Моранди во время репетиций на «Евровидении» (1970)

Джанни Моранди родился 11 декабря 1944 года.
Первый альбом записал в 1963 году. Известность ему принесла песня Andavo a cento all’ora («Я ехал на ста километрах в час»).
В 1965 году вместе с Ренато Рашелем, Донателлой Моретти и Ритой Павоне выступил в Зелёном театре в парке Горького в рамках конкурса «Кантаджиро».
Пик его популярности пришёлся на 1960-е годы. Затем его популярность несколько спала, однако он остался одним из самых известных деятелей итальянского шоу-бизнеса.
В 1970 году Джанни Моранди представлял Италию на конкурсе «Евровидение» с песней Occhi di ragazza («Глаза девушки»), где занял 8-е место.
В 1972 году впервые принимает участие в фестивале Сан-Ремо.
В 1983 году имеет большой успех в Сан-Ремо с песней La mia nemica amatissima («Мой самый любимый враг»).
В 1987 году 42-летний Моранди занимает первое место на фестивале Сан-Ремо с песней Si può dare di più («Можно дать больше»).
В 1995 году вместе с Барбарой Кола занял на фестивале Сан-Ремо второе место с песней In amore («В любви»).
В 2000 году Моранди снова принял участие в Сан-Ремо и занял третье место с песней Innamorato («Влюблённый»).
Джанни Моранди также снялся в ряде фильмов и сериалов, в одном из них («Сила любви», La forza dell’amore) — вместе со своей дочерью Марианной.
Всего записал тридцать пять альбомов и спел более четырёхсот песен.
Общий тираж проданных дисков превысил тридцать миллионов. В настоящее время продолжает активную студийную и гастрольную деятельность.
В 2011 году являлся почётным президентом футбольного клуба «Болонья» на протяжении 28 дней.
В 2017 году выпустил песню Volare, которая является дуэтом с молодым певцом и видеоблогером Фабио Ровацци.
В 2017—2019 годах снялся в главной роли доктора Пьетро в телесериале «Остров Пьетро» (L'isola di Pietro). Сериал продлился три сезона.

## В СССР и России
1 июля 1965 года в рамках тура международного фестиваля итальянской песни «Кантаджиро», который прошёл в итальянских городах, а также в Москве, Франкфурте-на-Майне и Вене, Моранди вместе с другими итальянскими певцами приехал в СССР. В Москве, в Зелёном театре Парка Горького состоялся этап фестиваля, который транслировался в прямом эфире на весь Советский Союз. Это был беспрецедентный и долгие годы не повторявшийся случай, когда иностранное шоу показывали таким образом.
После выступления в Сан-Ремо (показанного ТВ СССР), в марте 1983 года Моранди приехал с гастролями в СССР. Состоялись его концерты в спорткомплексе «Олимпийский» (Москва), в Ленинграде, Риге, во Дворце дружбы народов Ташкента, Ростове-на-Дону. Советское телевидение сняло фильм о его гастролях, который вышел на экраны в июле 1983 года, номер с песней Come posso ancora amarti, был показан в новогоднем Голубом огоньке 1 января 1984 года, две песни Aeroplano и Canzoni stonate были сняты в цирке на проспекте Вернадского и вошли в «Новогодний аттракцион» также 1 января 1984 года. Фирма «Мелодия» выпустила диск-гигант «La mia nemica amatissima» (1983).
В фильме «Самая обаятельная и привлекательная» (1985) на его концерт приходят главные герои фильма. В 1988 году певец во второй раз приезжает в СССР и 20 октября выступает в концерте, проходившем в рамках программы выставки «Италия-2000», в котором также принимали участие Риккардо Фольи, Лучо Далла, группа «Матиа Базар», Антонелло Вендитти и группа «Ария».
В 2012 году Моранди впервые после распада СССР посетил Россию, выступив на международном музыкальном фестивале «Легенды Ретро FM» в Москве.

## Личная жизнь
В 1966—1979 годах состоял в браке с итальянской актрисой и телеведущей Лаурой Эфрикян (род. 14 июня 1940 года). В этом браке родилось трое детей:
- Серена Моранди (старшая дочь, прожила всего несколько часов).
- Марианна Моранди (род. 14 февраля 1969 года). Была замужем за известным певцом Бьяджо Антоначчи, от которого родила двух сыновей
  - Внуки от Марианны: Паоло Антоначчи (род. 1995 г.) и Джованни Антоначчи (род. 2001 г.).
- Марко Моранди (род. 12 февраля 1974 года).
  - Внуки от Марко: близнецы Леонардо и Якопо (род. 2007 г.) и Томмазо (род. 2009 г.).

В 1994 познакомился с Анной Дан (род. 12 октября 1957 года). В 2004 году пара узаконила отношения. От этого брака родился ещё один ребёнок:
- Пьетро Моранди (род. 1997 г.).